# Oznice
Oznice är en ort i Tjeckien.   Den ligger i regionen Zlín, i den östra delen av landet, 260 km öster om huvudstaden Prag. Oznice ligger 383 meter över havet och antalet invånare är 362.
Terrängen runt Oznice är kuperad söderut, men norrut är den platt. Terrängen runt Oznice sluttar norrut. Runt Oznice är det ganska tätbefolkat, med 222 invånare per kvadratkilometer. Närmaste större samhälle är Valašské Meziříčí, 5,8 km nordost om Oznice. I omgivningarna runt Oznice växer i huvudsak blandskog.